# Taiwan Relations Act
De Taiwan Relations Act (TRA, “Wet op de betrekkingen met Taiwan”) is een wet van het Amerikaans Congres, die op 10 april 1979 werd ondertekend door president Jimmy Carter, maar geldig was vanaf 1 januari 1979, de datum waarop de Verenigde Staten formeel de Volksrepubliek China erkenden. De Taiwanwet regelt de officieel “substantiële maar niet-diplomatieke” betrekkingen tussen de VS en Taiwan.

## Voorgeschiedenis
In 1978 beoogde de regering van de Chinese Volksrepubliek een "verenigd front" met de VS, Japan en West-Europa tegen de Sovjets. Peking had ook de Amerikaanse Operatie Cyclone tijdens de Afghaanse Oorlog (1979-1989) tegen de Sovjet-Unie gesteund, en startte een militaire expeditie tegen Vietnam, toen Amerika's belangrijkste tegenstander in Zuidoost-Azië. In ruil daarvoor zegde de regering-Carter het defensiepact met de Republiek China op. Maar onder meer senator Barry Goldwater betwistte Carters recht om het verdrag eenzijdig op te zeggen. Bovendien mobiliseerde Taiwan de “China Lobby”, een pro-Taiwan beweging van etnische Chinezen in de Verenigde Staten, om in het Congres aan te dringen op een wettelijke regeling ten voordele van Taiwan.

## Inhoud

### Definitie van Taiwan
De Taiwanwet erkent vanaf 1 januari 1979 niet langer de benaming "Republiek China", maar gebruikt de terminologie "bestuurlijke autoriteiten op Taiwan". Geografisch gezien en net als in het vroegere defensieverdrag wordt met "Taiwan", naargelang de context, het eiland Taiwan (het hoofdeiland) en de Penghu-eilanden bedoeld, maar niet de kleinere eilanden zoals Kinmen en de Matsu-archipel.

### De factodiplomatieke betrekkingen
De Taiwanwet staat de facto diplomatieke betrekkingen met de Taiwanese autoriteiten toe, door het American Institute in Taiwan (AIT) speciale bevoegdheden te geven waardoor het in de praktijk optreedt als ambassade, en met de bepaling dat alle internationale overeenkomsten van vóór 1979 tussen de Republiek en de VS geldig blijven, tenzij formeel beëindigd (zoals het defensiepact).
De Taiwanwet bepaalt nog dat Taiwan volgens de Amerikaanse wetgeving op dezelfde wijze wordt behandeld als "vreemde landen, naties, staten, regeringen of soortgelijke entiteiten", waardoor Taiwan als een subsoevereine buitenlandse staat wordt behandeld. Voor de meeste praktische doeleinden van de Amerikaanse regering mag het ontbreken van formele diplomatieke betrekkingen en erkenning wettelijk geen effect hebben.

### Militaire samenwerking
De Taiwanwet garandeert niet dat de VS militair zullen ingrijpen als de Volksrepubliek China Taiwan zou aanvallen, maar sluit het evenmin uit. Het was immers vooral de bedoeling ervoor te zorgen dat het Taiwan-beleid van de VS niet eenzijdig door de president kon worden gewijzigd, zonder instemming van het Congres. De Taiwanwet bepaalt dat "de VS aan Taiwan defensiematerieel en -diensten ter beschikking zullen stellen in een zodanige hoeveelheid als nodig is voor een afdoende zelfverdediging van Taiwan", en dat de VS "het vermogen zal handhaven om zich te verzetten tegen elke gedwongen verandering in het sociale of economische stelsel van de mensen op Taiwan".
Dit beleid wordt strategische ambiguïteit genoemd, en is bedoeld om enerzijds Taiwan te ontmoedigen om eenzijdig de onafhankelijkheid uit te roepen, en anderzijds om de Volksrepubliek ervan te weerhouden Taiwan met geweld met het vasteland te verenigen.
Voorts bepaalt de Taiwanwet dat de Verenigde Staten "elke poging om de toekomst van Taiwan op andere dan vreedzame wijze te bepalen, met inbegrip van boycots of embargo's, zullen beschouwen als een bedreiging voor de vrede en veiligheid van het westelijk deel van de Stille Oceaan en als een ernstige bron van zorg voor de Verenigde Staten".

## Toepassing
Alle opeenvolgende regeringen van de VS hebben – in totaal voor vele miljarden dollar - wapenleveringen aan Taiwan uitgevoerd, in overeenstemming met de Taiwanwet, ondanks eisen van de Volksrepubliek aan de VS om de (juridisch niet-bindende) “drie gezamenlijke communiqués” (“Three Joint Communiqués”) van 1972-1982 (rond de erkenning van de Volksrepubliek) en het Een-Chinabeleid te respecteren.
De Taiwanwet zelf werd nog in 2016 formeel bevestigd als “de hoeksteen van de betrekkingen tussen de VS en Taiwan”.